# سیمون کلمبی

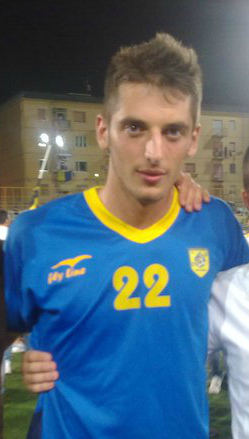
سیمون کلمبی

سیمون کلمبی (انگلیسی: Simone Colombi؛ زادهٔ ۱ ژوئیهٔ ۱۹۹۱) بازیکن فوتبال اهل ایتالیا است.
از باشگاه‌هایی که در آن بازی کرده‌است می‌توان به باشگاه فوتبال کارپی، باشگاه فوتبال مودنا، باشگاه فوتبال آلساندریا، باشگاه فوتبال پارما، باشگاه فوتبال پادوا، باشگاه فوتبال کالیاری، باشگاه فوتبال آتالانتا، باشگاه فوتبال یووه استابیا، باشگاه فوتبال پالرمو، و باشگاه فوتبال یو. اس. پرگولیتزه اشاره کرد.
وی همچنین در تیم‌های ملی فوتبال زیر ۱۷ سال ایتالیا، زیر ۱۹ سال ایتالیا، زیر ۲۰ سال ایتالیا، و زیر ۲۱ سال ایتالیا بازی کرده‌است.